# Artipe agis
Artipe agis är en fjärilsart som beskrevs av Hans Fruhstorfer 1914. Artipe agis ingår i släktet Artipe och familjen juvelvingar. Inga underarter finns listade i Catalogue of Life.